# ТЕС Ла-Спеція
ТЕС Ла-Спеція — теплова електростанція на півночі Італії у регіоні Лігурія, провінція Спеція. У 1990-х роках частково модернізована з використанням технології комбінованого парогазового циклу.
У 1962-му на майданчику станції став до ладу перший конденсаційний енергоблок із паровою турбіною потужністю 320 МВт. У 1964-му ввели в експлуатацію другий блок з показником 340 МВт, а в 1967 та 1968 роках запустили ще два блоки потужністю по 600 МВт. Всі вони були розраховані на споживання вугілля, проте також могли спалювати нафту (а блок № 1 і природний газ).
У 1999-му та 2000-му перші два блоки були перетворені на значно ефективніші парогазові комбінованого циклу. Кожен з них доповнили газовою турбіною потужністю по 230 МВт, яка через котел-утилізатор живить парову турбіну, частково демобілізовану зі зменшенням потужності до 115 МВт. Як паливо ці блоки стали використовувати природний газ. Також в роботі залишили вугільний енергоблок № 3.
У 2019 році оголосили про наміри спорудити на майданчику ТЕС новий газотурбінний блок потужністю понад 300 МВт. При цьому за планом вугільний блок № 3 має бути виведений з експлуатації у 2021 році.
Видалення продуктів згоряння блоків конденсаційної електростанції здійснювалось за допомогою димаря висотою до 220 метрів.
Зв'язок із енергомережею відбувається по ЛЕП, розрахованій на роботу під напругою 380 кВ.